# Stepney Green (metropolitana di Londra)
Stepney Green è una stazione della metropolitana di Londra, servita dalle linee District e Hammersmith & City.

## Storia
La stazione venne aperta nel 1902 dalla Whitechapel and Bow Railway in società con la District Railway e la London, Tilbury and Southend Railway.
Il servizio elettrificato iniziò nel 1905. Quello della linea Hammersmith e City (allora parte della linea Metropolitan) iniziò nel 1936 e la stazione passò alla metropolitana di Londra nel 1950.

## Strutture e impianti
La stazione rientra nella Travelcard Zone 2.